# باريثيريوم
الباريثيريوم (الاسم العلمي: Barytherium) هو جنس منقرض ينتمي إلى (فصيلة: Barytheriidae)، عاش في شمال أفريقيا في عصر الإيوسين المتاخر وبداية الأوليجوسين .

## معرض الصور
- جزء من عظمة العضد لحيوان بارثيريم في المتحف الجيولوجي المصري